# Первомайский (Искитимский район)
Первомайский — посёлок в Искитимском районе Новосибирской области. Входит в состав Улыбинского сельсовета.

## География
Площадь посёлка — 88 гектар

## Население
| 2002 | 2007 | 2010 |
| ---- | ---- | ---- |
| 334  | ↗404 | ↘365 |

## Инфраструктура
В посёлке по данным на 2007 год функционируют 1 учреждение здравоохранения и 1 учреждение образования.